# Na východ od slunce a na západ od měsíce

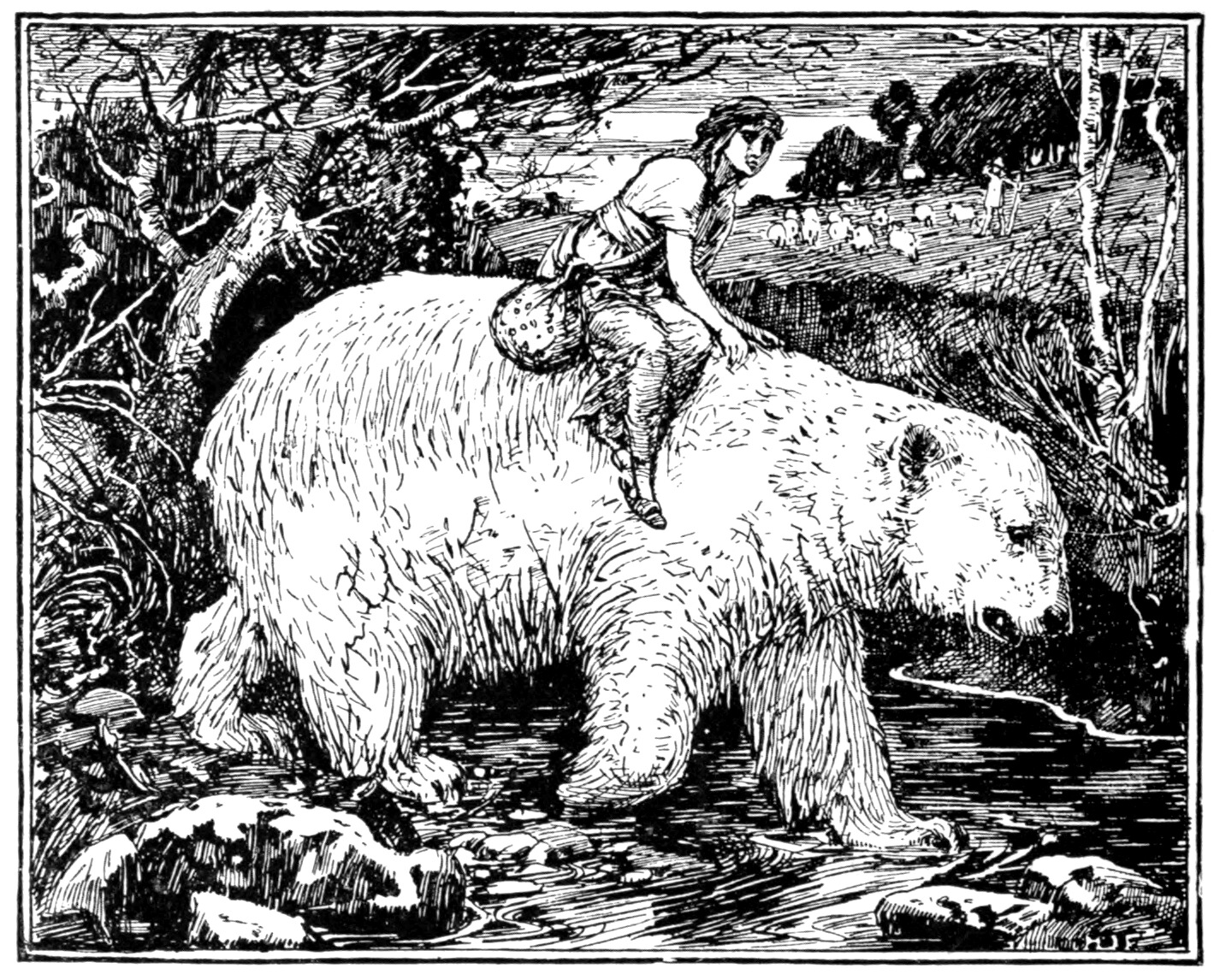
Bílý medvěd nese svojí nastávající na ilustraci Henryho Justice Forda k The Blue Fairy Book

Na východ od slunce a na západ od měsíce, norsky Østenfor sol og vestenfor måne, je norská pohádka. Vypráví o rolnické dceři, která je dána za ženu Bílému medvědovi, který byl ve skutečnosti krásným princem pod vlivem kletby. Toho dívka po sérii dobrodružství osvobodila. Příběh byl zaznamenán norskými folkloristy Peterem Asbjørnsenem a Jorgenem Moe, kteří jej publikovali v roce 1845. Díky svému anglickému překladu, obsaženém v The Blue Fairy Book (1889) Andrewa Langa, je pohádka populární kromě Skandinávie také ve Spojeném království a Spojených státech.
Jedná se o příběh typu „hledání ztraceného manžela“ (ATU 425) stejně jako antický Amor a Psyché, francouzská Kráska a zvíře, německý Žabí princ nebo litevská Eglė, královna hadů. Konkrétně jde pak o podtyp „zvíře jako manžel“ ((ATU 425A), do kterého náleží další norská pohádka Král Bílý medvěd Valemon, skotská Černý býk z Norrowaye nebo španělská Rozmarýnová snítka.

## Děj
Bílý medvěd přišel k chudému sedlákovi a požádal ho, aby mu dal svou nejkrásnější a nejmladší dceru, za což mu měl medvěd zajistit bohatství. Dívka se zdráhala, a tak sedlák požádal medvěda, aby se vrátil, a mezitím ji přemluvil, aby si medvěda vzala. Bílý medvěd ji poté odvedl na nádherný zakletý zámek. V noci odhodil svou medvědí podobu a přišel k její posteli jako člověk. Dívka jej však nikdy nespatřila, protože do její ložnice vstupoval až poté, co zhaslo světlo, a před rozedněním odcházel.
Když se jí začalo stýskat po domově, medvěd souhlasil, že by se mohla vrátit domů, pokud bude souhlasit s tím, že s matkou nebude nikdy mluvit sama, ale jen v přítomnosti jiných lidí. Doma ji rodina přivítala a matka se s dívkou vytrvale pokoušela mluvit o samotě. Nakonec dceru přesvědčila, aby jí prozradila vše o cizím muži, který vedle ní každou noc za tmy spí a před rozedněním odchází. V reakci na dívčino vyprávění pak trvala na tom, že Bílý medvěd musí být ve skutečnosti troll, dala jí svíčku a řekla jí, aby ji v noci zapálila, a tak viděla, kdo s ní sdílí postel. Na první pohled se do něj zamilovala, ale když ho políbila, tak na něj ukáply tři kapky loje ze svíčky. Poté, co se princ probudil a oznámil, že kdyby ještě rok čekala, byl by od kletby osvobozen, ale takhle musí jít ke své zlé maceše, která ho proměnila do jeho podoby a žije na hradě, který leží na východ od slunce a na západ od měsíce, a vzít si její ohavnou dceru, trollí princeznu.
Ráno dívka zjistila, že zámek zmizel. Vydala se prince hledat a když přišla k velké hoře, našla stařenu, hrající si se zlatým jablkem. Poté se zeptala stařeny, zda nezná cestu k zámku, který leží na východ od slunce a na západ od měsíce. Ta jí sice cestu neřekla, ale půjčila jí koně, aby se mohla projet k sousedovi, který by to mohl vědět, a dala jí jablko. Sousedka stařeny seděla před jinou horou a měla v ruce zlatý hřeben na kartáčování. Ani ona neznala cestu k hradu, ale půjčila dívce dalšího koně, aby jela k jiné sousedce, která by to mohla vědět, a dala jí hřeben. Také třetí stařena neznala cestu k hradu, ale půjčila dívce dalšího koně, aby jela k Východnímu větru, a dala jí zlatý kolovrátek, se kterým pracovala. Východní vítr jí sdělil žena hradě, který leží na východ od slunce a na západ od měsíce, nikdy nebyl, ale že věří, že jeho silnější bratr Západní vítr jej už navštívit mohl. Ani ten však lokaci hradu neznal, a tak ji přivedl k Jižnímu větru, který dívku ze stejného důvodu vzal k Severnímu větru. Severní vítr jí řekl, že se kdysi vyčerpal foukáním osikového listu do jejího vytouženého cíle, ale že by ji na hrad vzal, kdyby byla naprosto rozhodnutá tam jít.
Poté Severní vítr přenesl dívku přes rozbouřené moře kde si ta začala hrát se zlatým jablkem. Trollí princezna, která byla zasnoubená s princem, uviděla zlaté jablko a řekla dívce, že by jej ráda koupila. Dívka souhlasila s tím, že se s ním rozloučí výměnou za noc s princem. Trollí princezna s výměnou souhlasila, ale dala princi uspávací nápoj. Tyto události se opakují i následující noc poté, co dívka dá trollí princezně zlatý hřeben na kartáčování. Tentokrát dívčin pláč a prosebné výroky, kterými se snaží probudit prince, zaslechli měšťané uvěznění na hradě. Ti mu to poté během dne oznámili. Třetího dne trollí princezna souhlasila s další nocí v princově ložnici výměnou za dívčin zlatý kolovrátek. Té noci princ nevypil lektvar, který mu trollí princezna přinesla, a tak byl na dívčinu návštěvu vzhůru.
Princ pak dívce prozradil, jak ho může zachránit: řekne, že si vezme každého, kdo mu dokáže vyprat skvrny od loje z košile, protože trollové jako jeho macecha a její dcera, trollí princezna, to nedokážou. Za tímto účelem si dívku zavolá. Když se jí to podaří, prohlásí ji za svou nevěstu. Plán vyšel a kouzlo bylo zlomeno a princ už na sebe nemusel přes den brát medvědí podobu. Spolu se svou nevěstou osvobodili vězně na hradě, který leží na východ od slunce a na západ od měsíce, a zanechali ho daleko za sebou i se vším zlatem a stříbrem, které v něm byly uloženy.

## Ilustrace Kaye Nielsena (1914)

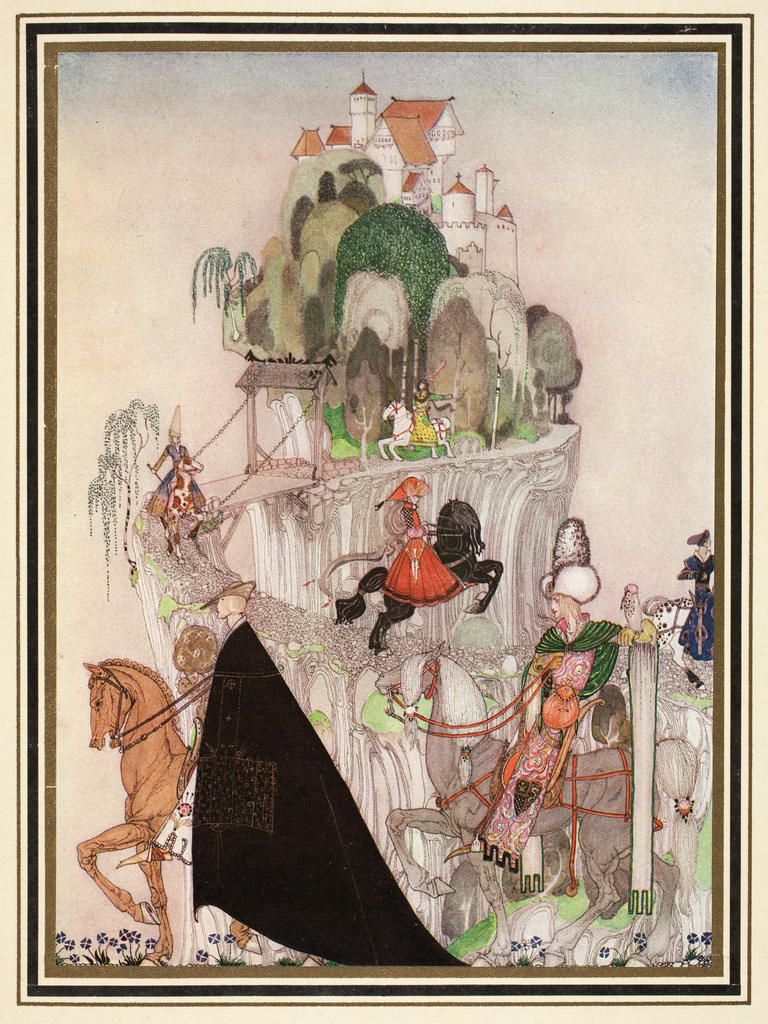
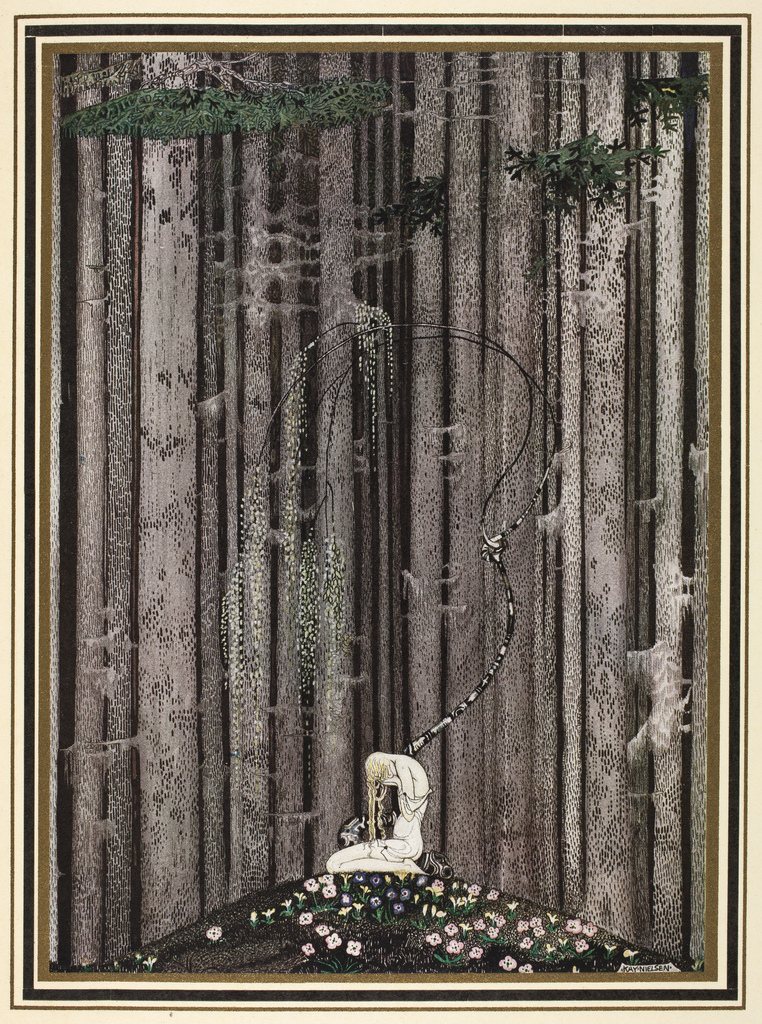
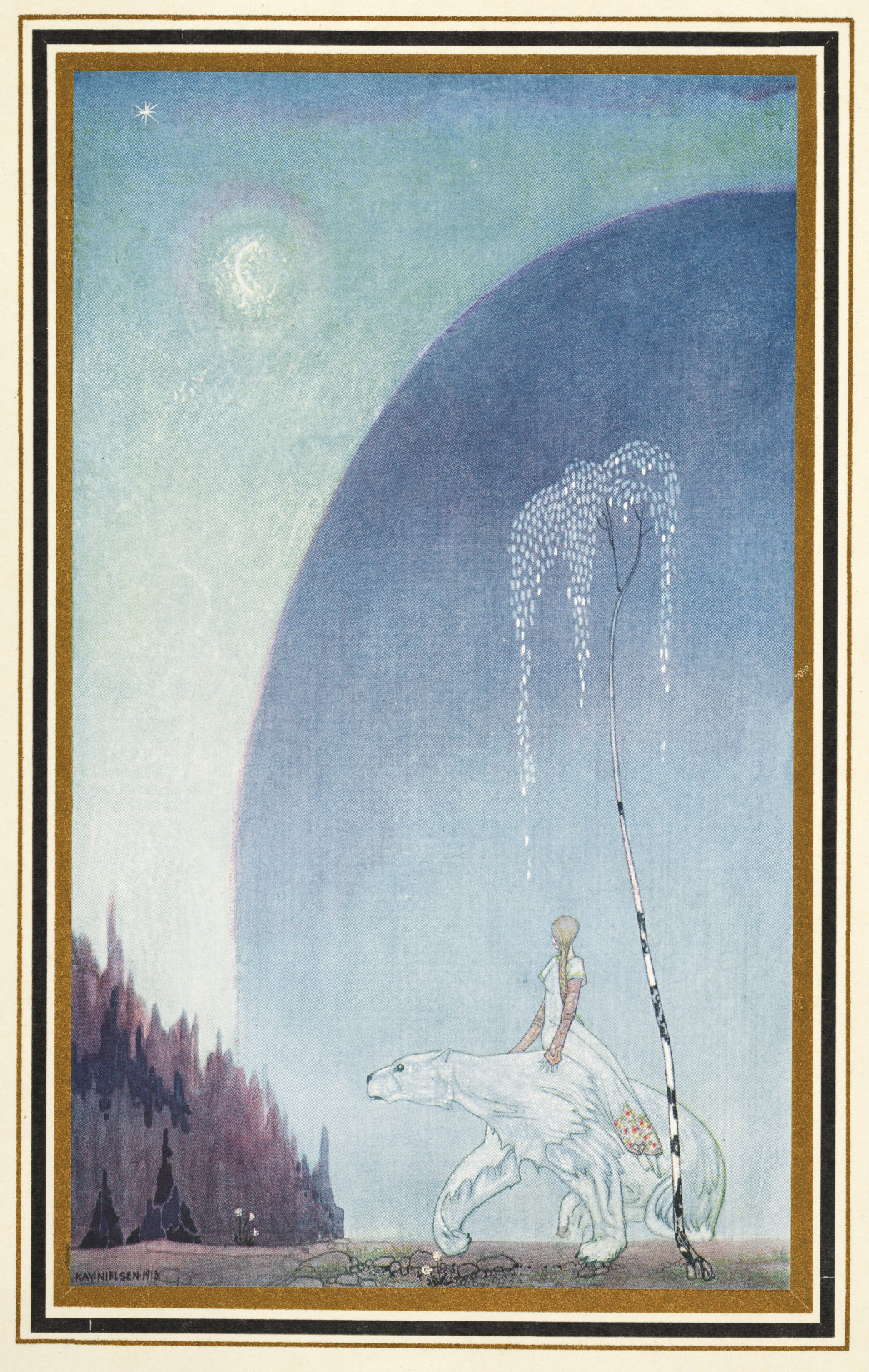
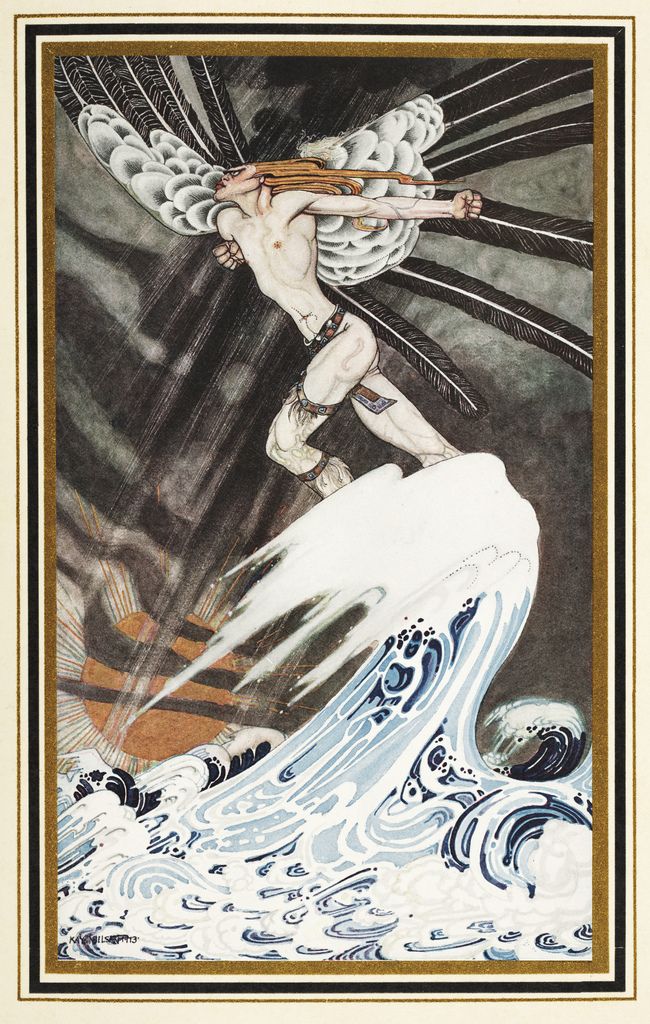
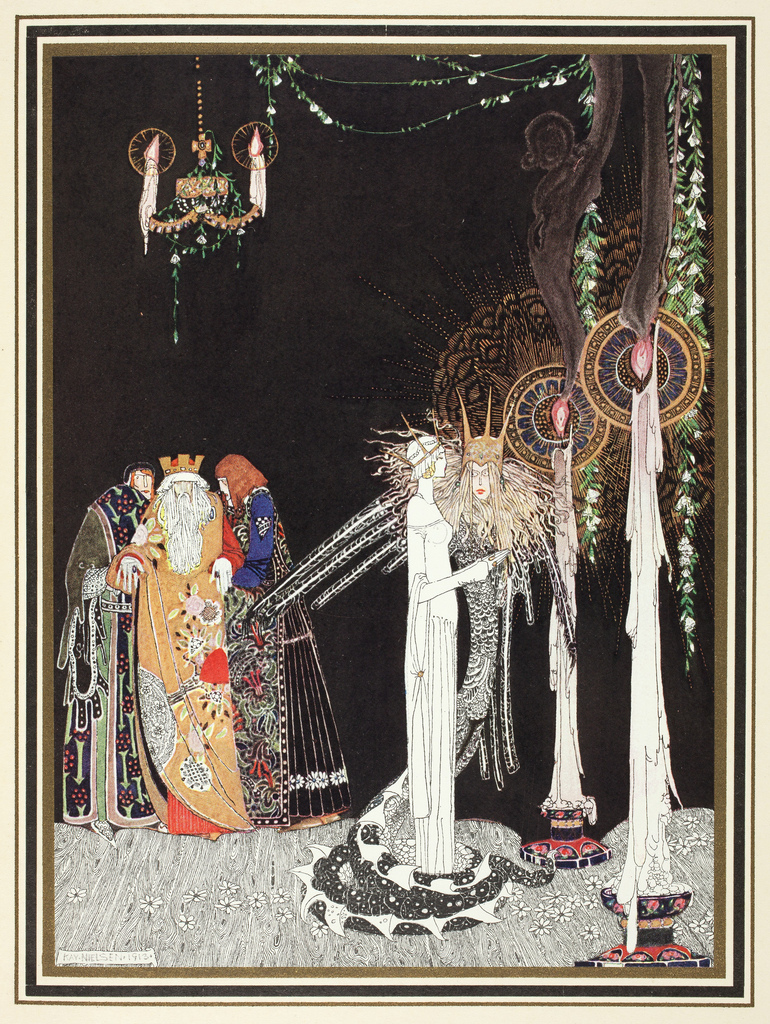
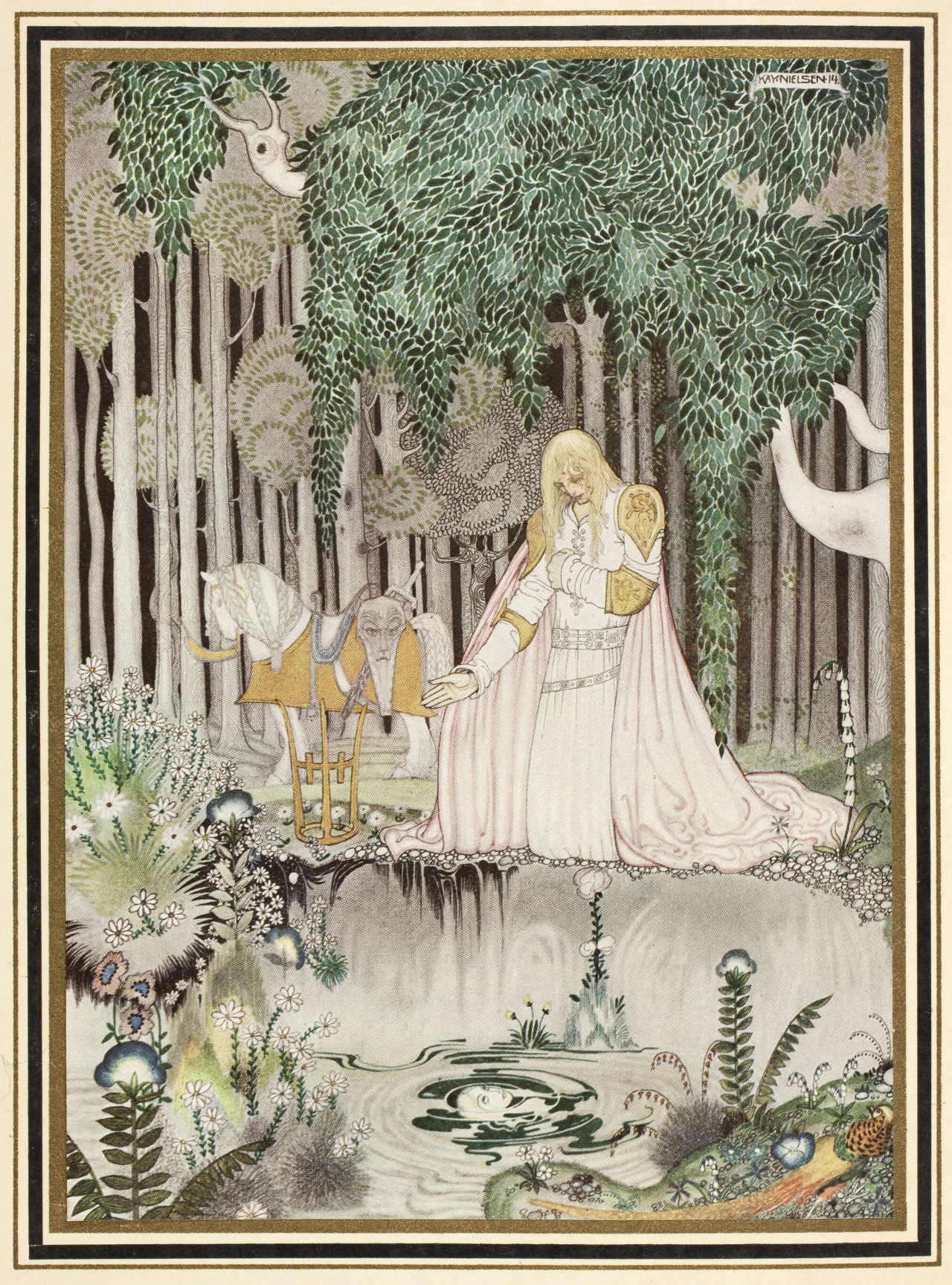
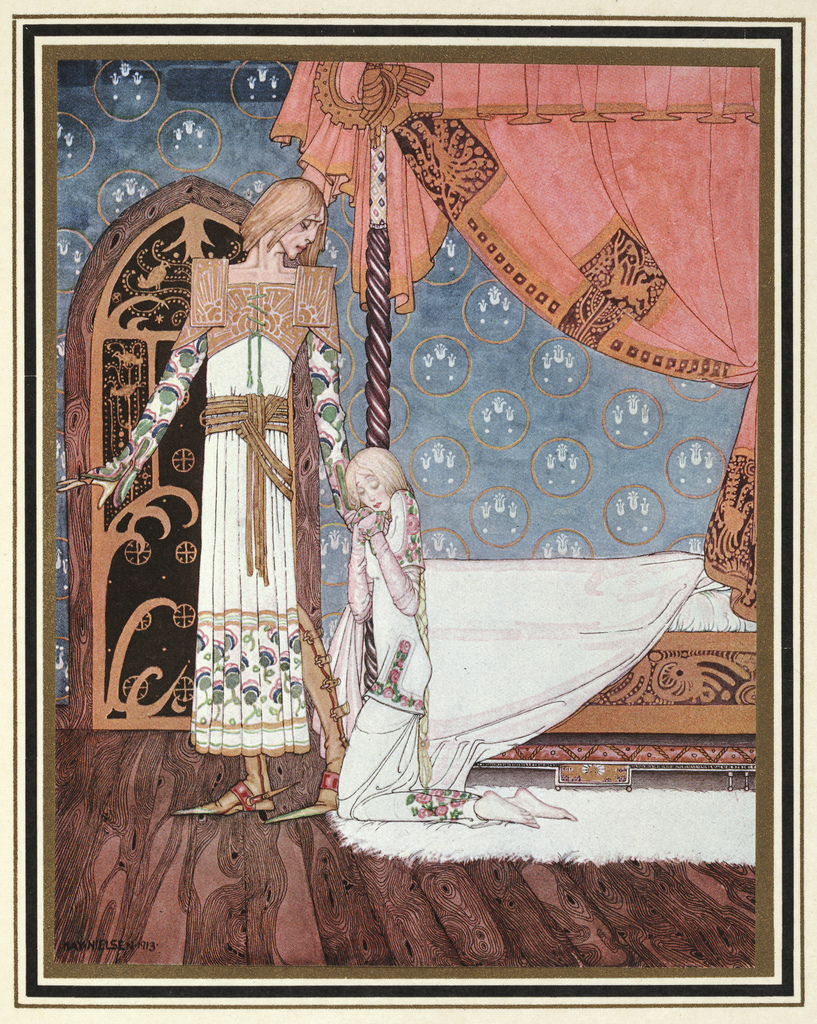
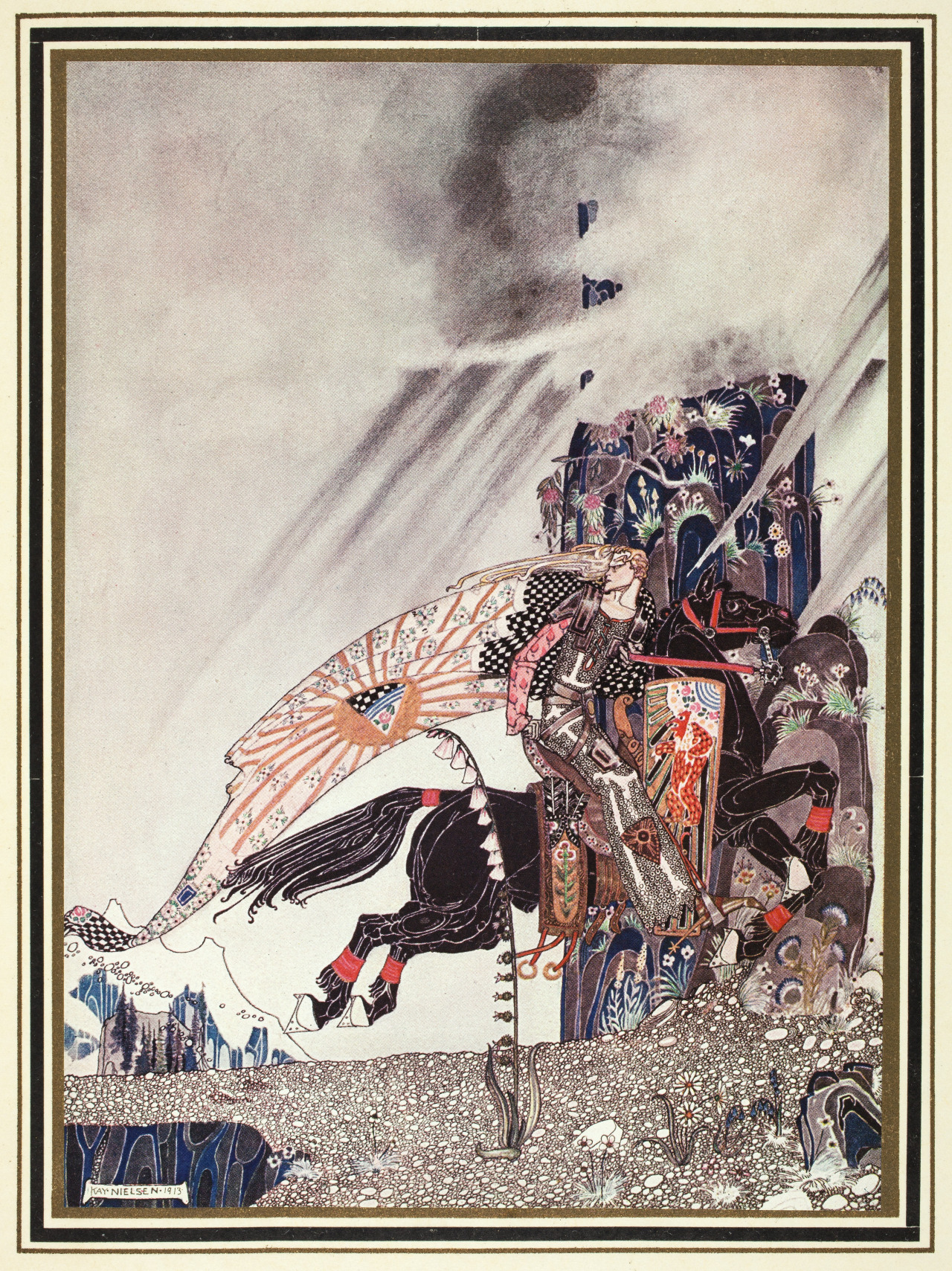
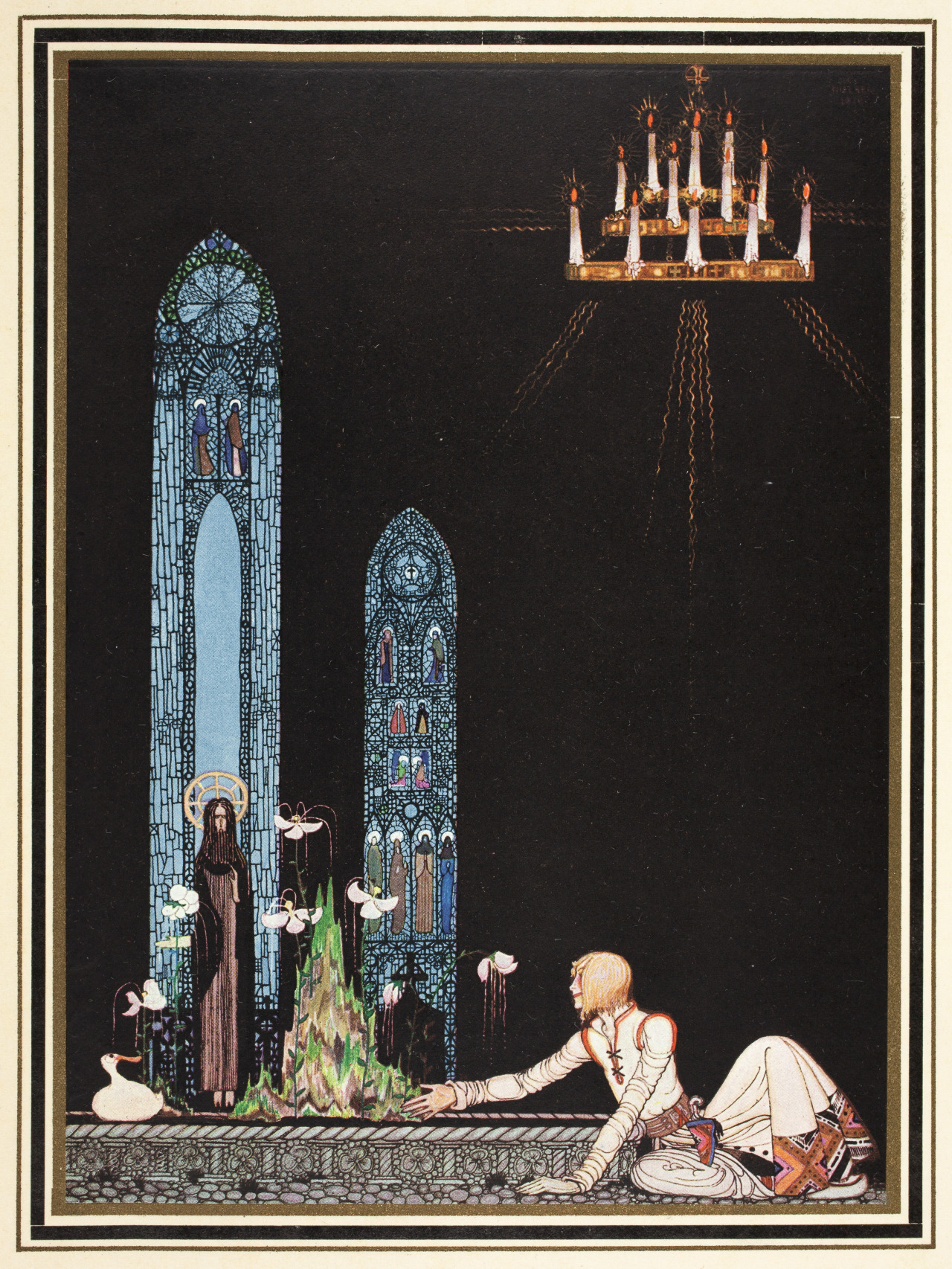
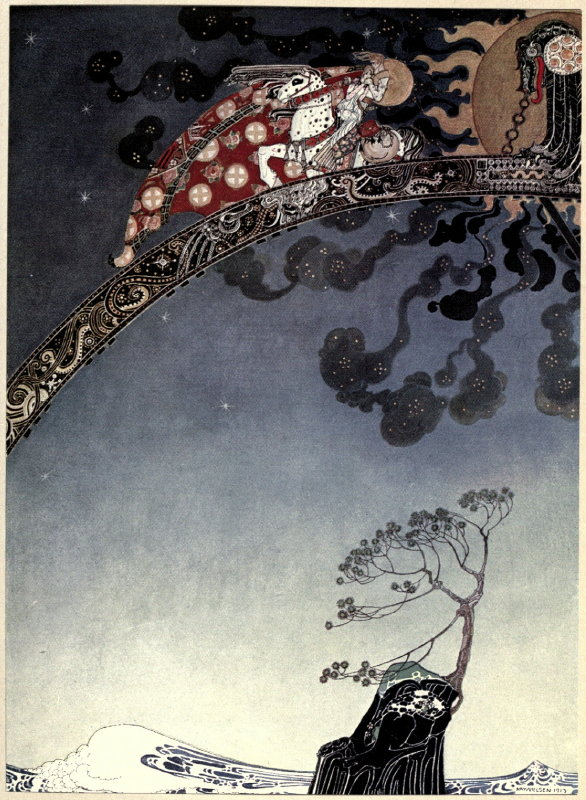
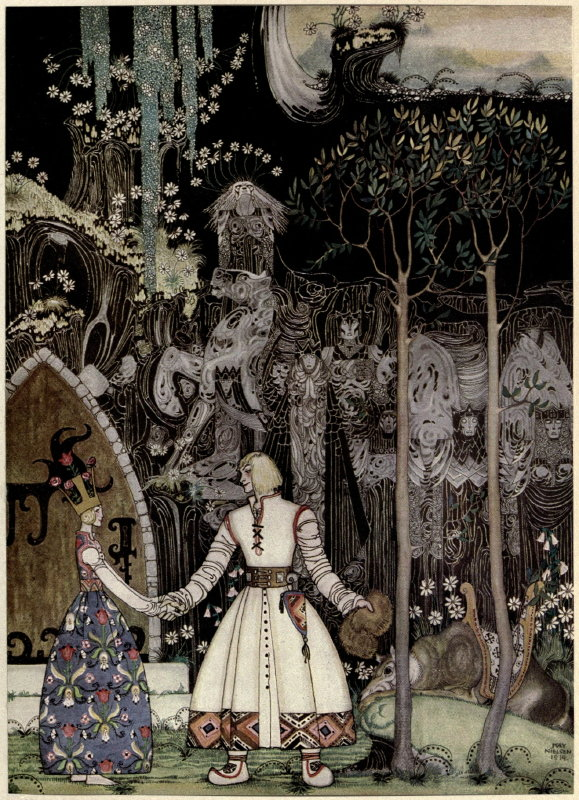
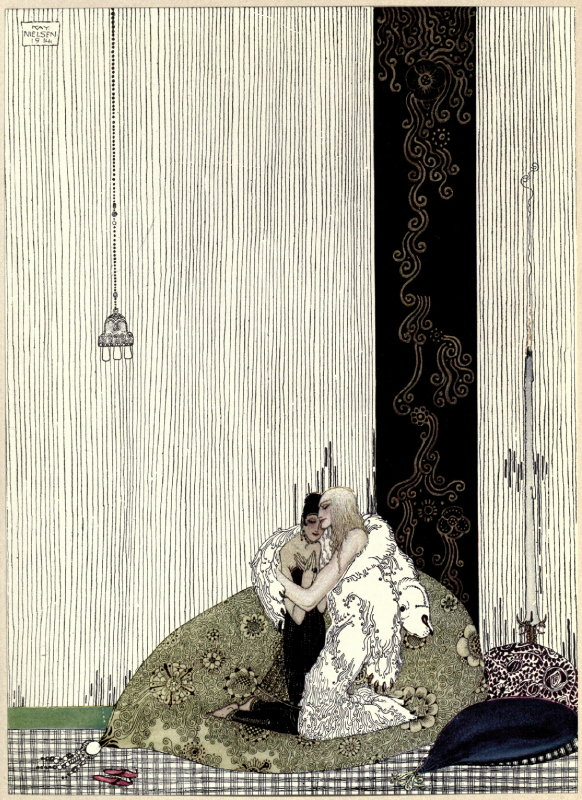
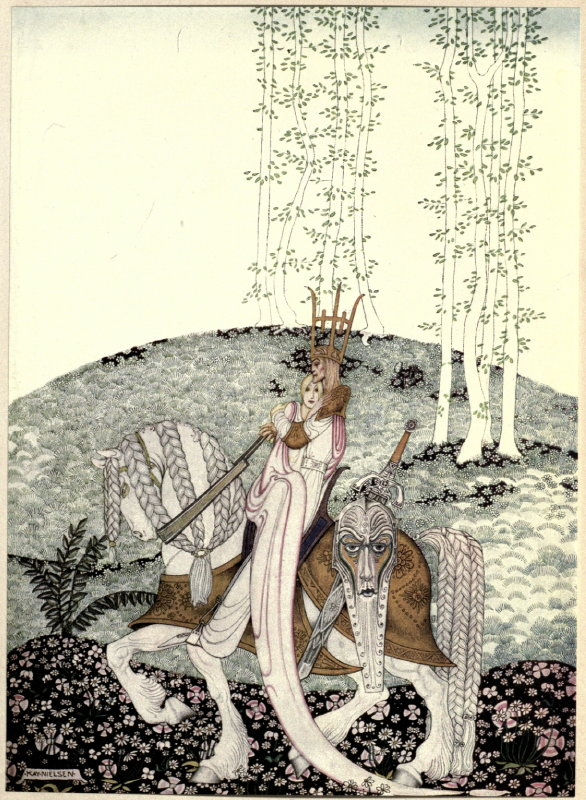
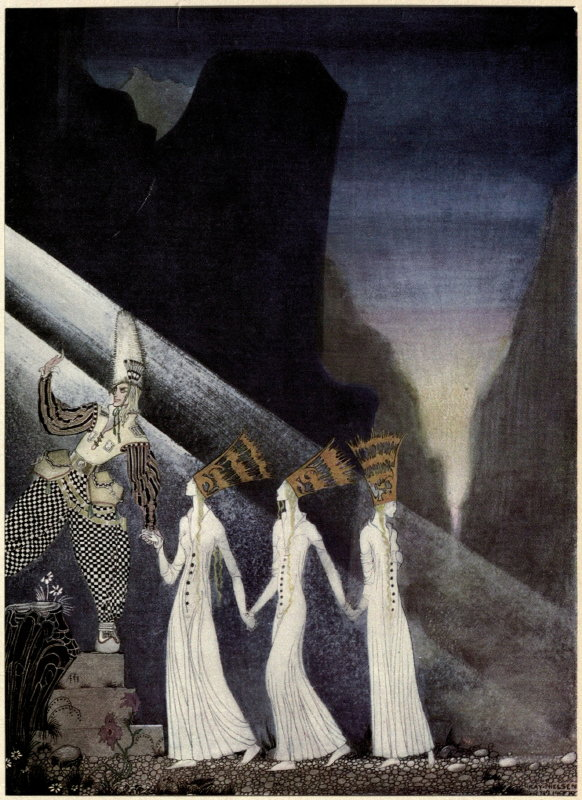
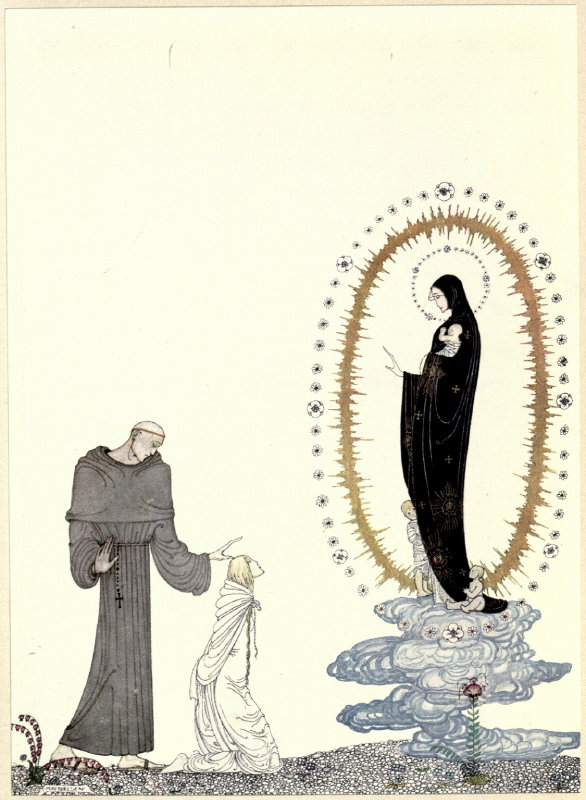
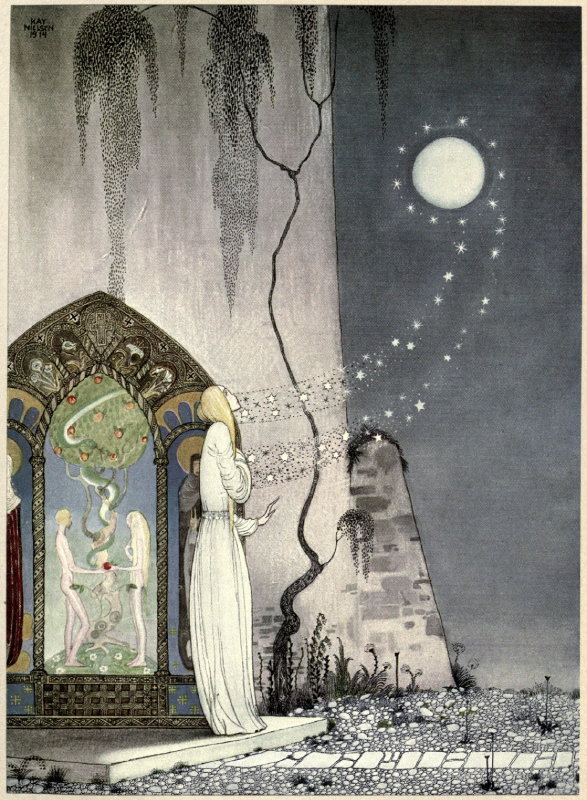
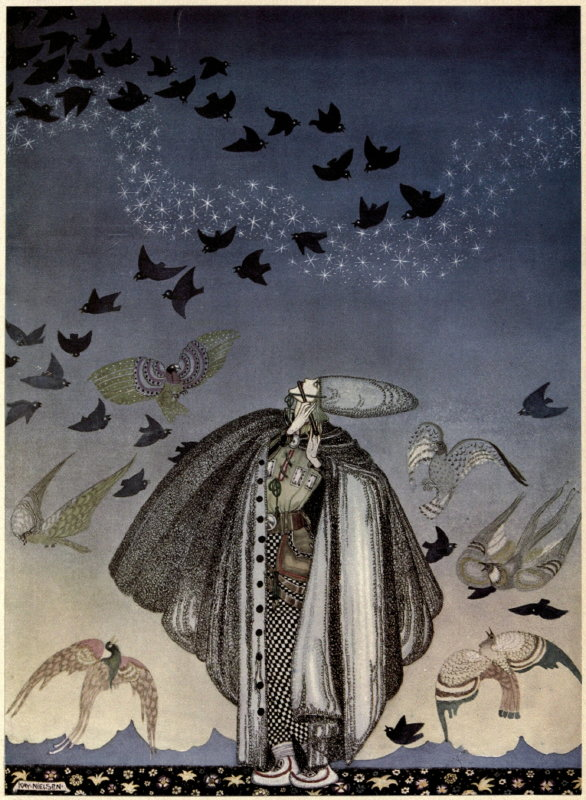
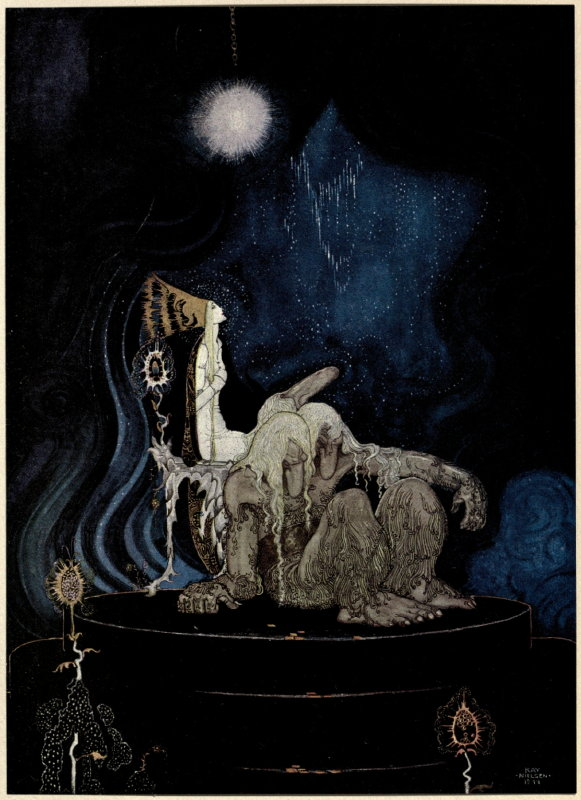
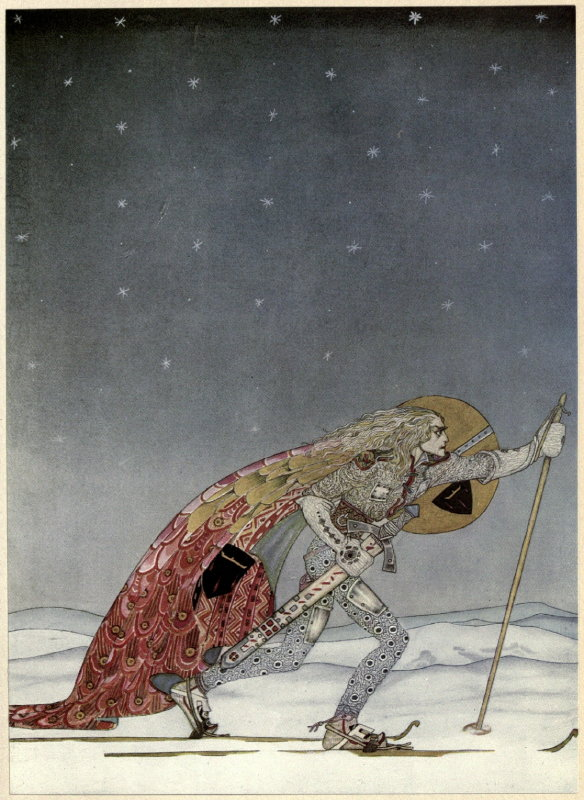
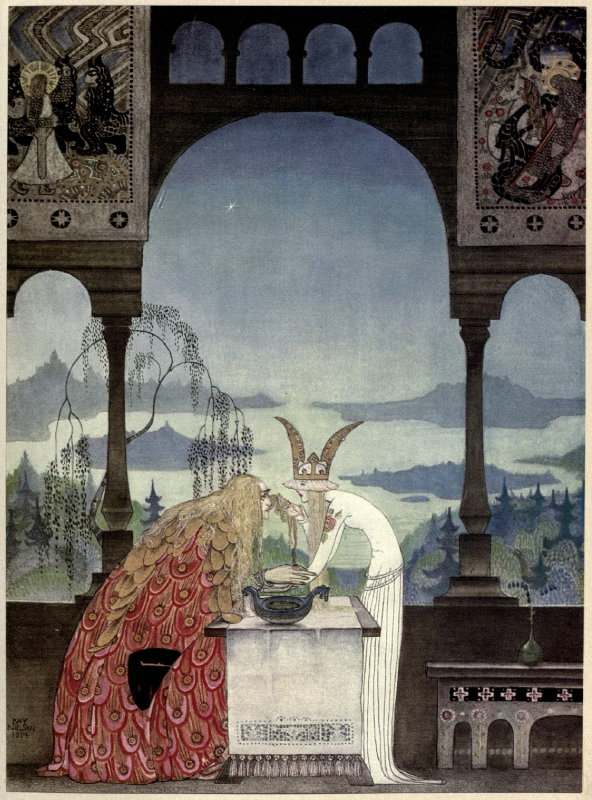
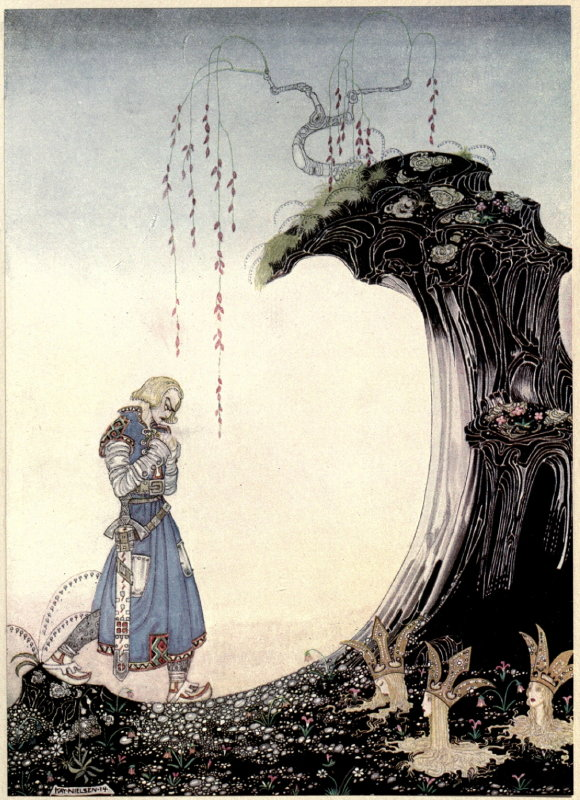
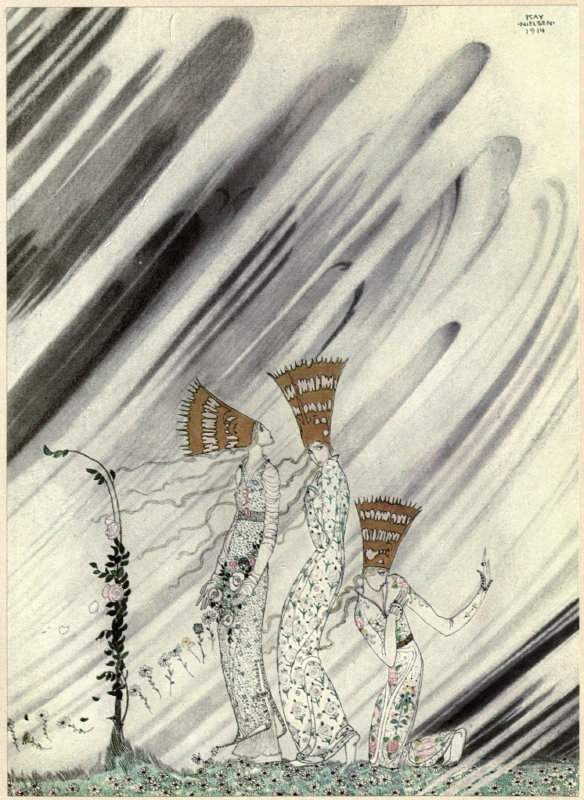
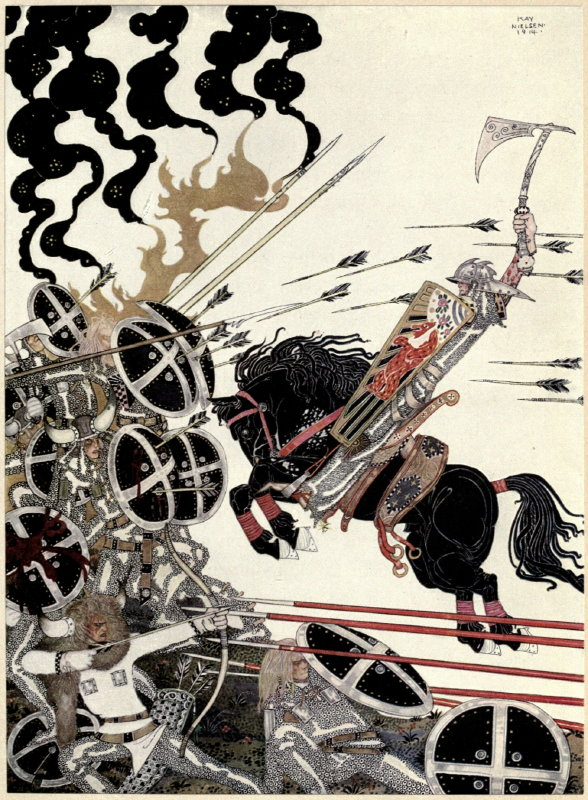
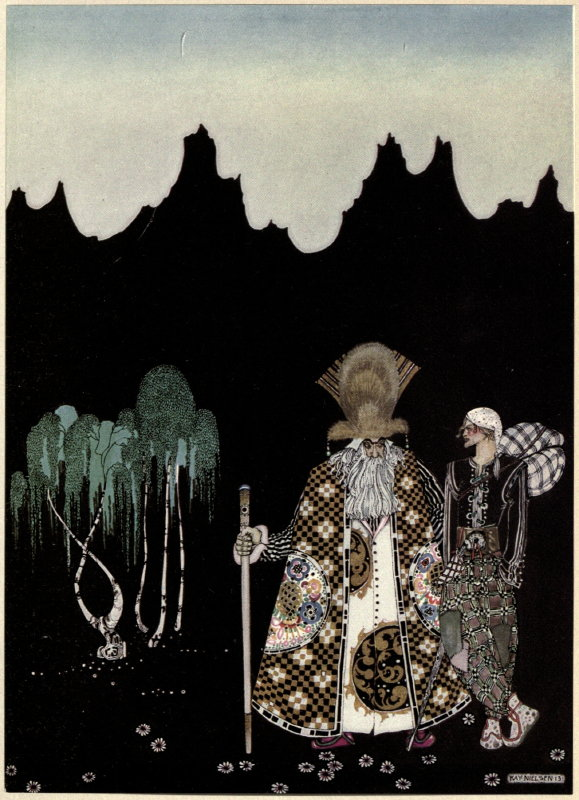